# Zaphod Beeblebrox
(dal film Guida galattica per autostoppisti)
Zaphod Beeblebrox è un personaggio di fantasia che fa parte della serie dei libri, dei giochi per computer, delle trasmissioni radiofoniche, di quelle televisive, del film di fantascienza umoristica Guida galattica per gli autostoppisti dello scrittore inglese Douglas Adams (1952-2001).
Il personaggio è caratterizzato da due teste e tre braccia. È l'inventore del "Gotto Esplosivo Pangalattico" ed è l'unica persona in grado di berne più di tre in una sola volta. È stato eletto per sette anni consecutivi "Essere Senziente Peggio Vestito dell'Intero Universo". È stato descritto anche come "il Migliore Bang dopo il Big Bang". Proviene da un pianeta prossimo a Betelgeuse, ed è "quasi-cugino" di Ford Prefect (con cui "condivide tre madri").
Per poco tempo fu Presidente della Galassia (un ruolo che non implica alcun potere, richiedendo a chi lo ricopre esclusivamente di attrarre l'attenzione in modo tale che non si venga a sapere chi in realtà comanda; e questo era un ruolo che si addiceva molto bene a Zaphod). È stato l'unico essere a sopravvivere al Vortice della Prospettiva Totale. Tuttavia si accertò che egli sopravvisse solo perché il Vortice al quale fu sottoposto esisteva in un Universo Elettronicamente Sintetizzato che fu creato proprio per lui. Questo fece diventare Zaphod l'essere più importante all'interno di esso. Utilizzò il suo ruolo di Presidente della Galassia per rubare la "Cuore d'Oro", un'astronave che si avvaleva, come si scoprì successivamente, del Generatore di Improbabilità Infinita.
Lungo tutta la storia, Zaphod è indaffarato a realizzare alcuni programmi, senza preoccuparsi di essere in grado di farlo, ma semplicemente seguendo il suo destino. Fu anche costretto a farsi sezionare una parte del cervello che conteneva il piano in modo tale che l'analisi della sua mente, che era necessaria per farlo diventare Presidente della Galassia, non avrebbe rivelato il progetto che includeva il fatto di diventare Presidente della Galassia.